# Jacob van Hangest d'Yvoy
Jacob Jan Lodewijk van Hangest baron d'Yvoy, heer van Houten (Arnhem, 26 maart 1857 - Den Haag, 26 september 1917) was een Nederlands jurist.
Van Hangest d'Yvoy was een telg uit het adellijke geslacht Van Hangest d'Yvoy en een zoon van mr. Johan Frederik van Hangest baron d'Yvoy, heer van Houten (1829-1895) en diens echtgenote Cornelie Henriëtte Everdine Constance barones van Pallandt tot Westervoirt. Hij studeerde rechten aan de Universiteit Utrecht van 1876 tot 1882, waar hij aansluitend op 19 december 1882 promoveerde op het proefschrift Iets over den aard der gerechtelijke bekentenis. In 1884 werd hij ambtenaar bij het Openbaar Ministerie te Zwolle en in 1890 substituut-officier van justitie te Amsterdam. In 1899 werd hij benoemd tot advocaat-generaal bij het Gerechtshof Leeuwarden, waar hij vervolgens in 1907 procureur-generaal werd. Op 1 oktober 1910 werd hij benoemd tot advocaat-generaal bij de Hoge Raad der Nederlanden; in die hoedanigheid nam hij onder andere conclusie in het Hoornse taart-arrest. Op 1 september 1913 werd hem ontslag verleend wegens zijn benoeming tot procureur-generaal bij het Gerechtshof Den Haag, wat hij tot zijn dood in 1917 zou blijven.
Van Hangest d'Yvoy was op 18 oktober 1883 te Zeist getrouwd met Margaretha Cornelia Wilhelmina Clotterbooke Patijn (1862-1917), telg uit het geslacht Patijn, dochter van Johannes Cornelis Clotterbooke Patijn, heer van Kloetinge (1832-1876) en zus van Johan Jacob Clotterbooke Patijn. Hij overleed in 1917 op 60-jarige leeftijd.